# بخش لدهیانه
بخش لدهیانه (به انگلیسی: Ludhiana district) یک بخش در هند است که در پنجاب واقع شده‌است. بخش لدهیانه ۳٬۷۶۷ کیلومتر مربع مساحت و ۳٬۴۸۷٬۸۸۱ نفر جمعیت دارد.